# Ozola auranticeps
Ozola auranticeps là một loài bướm đêm trong họ Geometridae.